# الکساندر ایهناتیف
الکساندر ایهناتیف (اوکراینی: Олександр Володимирович Ігнатьєв؛ زادهٔ ۲۳ ژوئن ۱۹۷۱) بازیکن فوتبال اهل اتحاد جماهیر شوروی سوسیالیستی است.